# Macaroni and Cheese

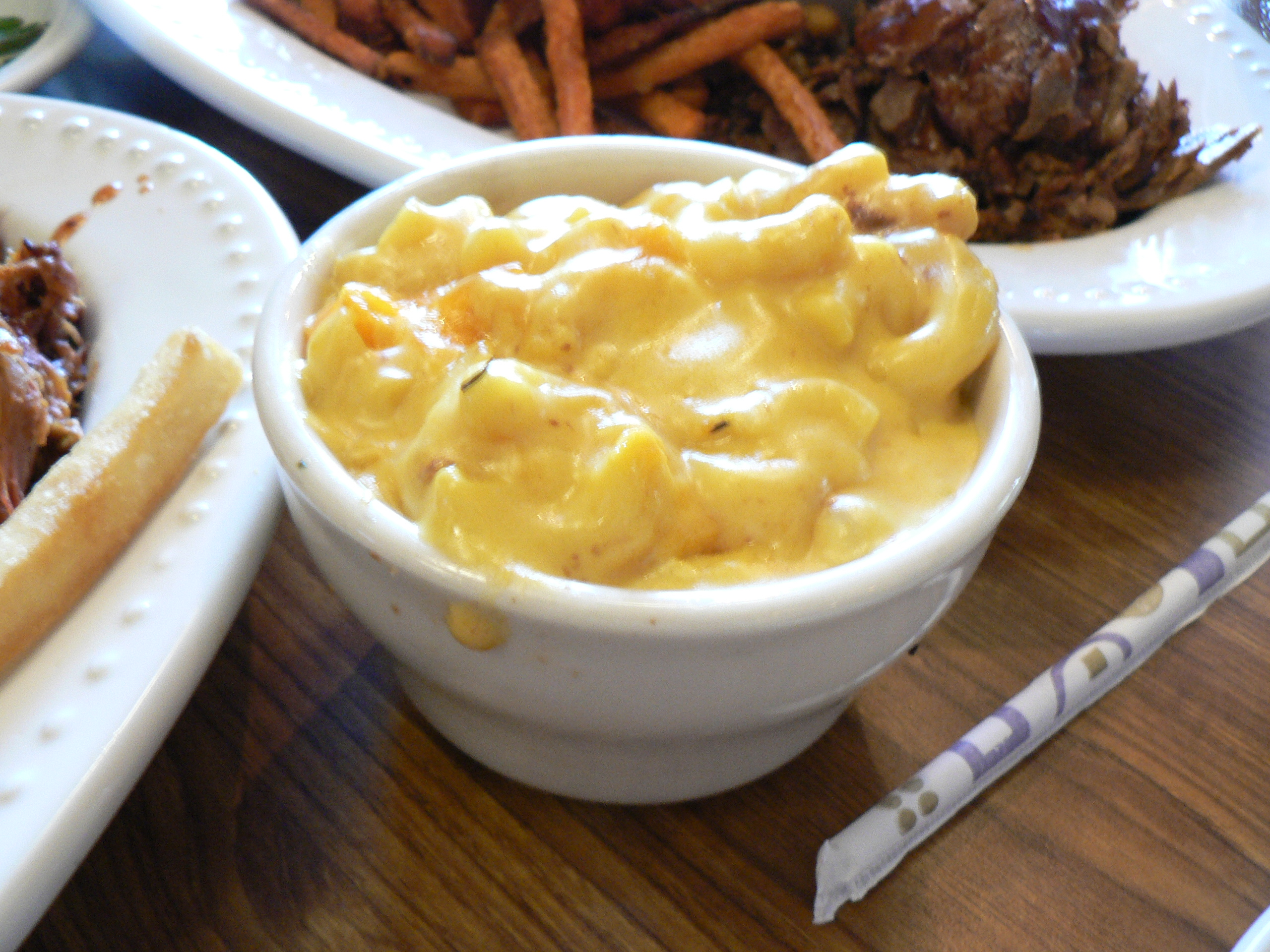
Macaroni and Cheese als Beilage

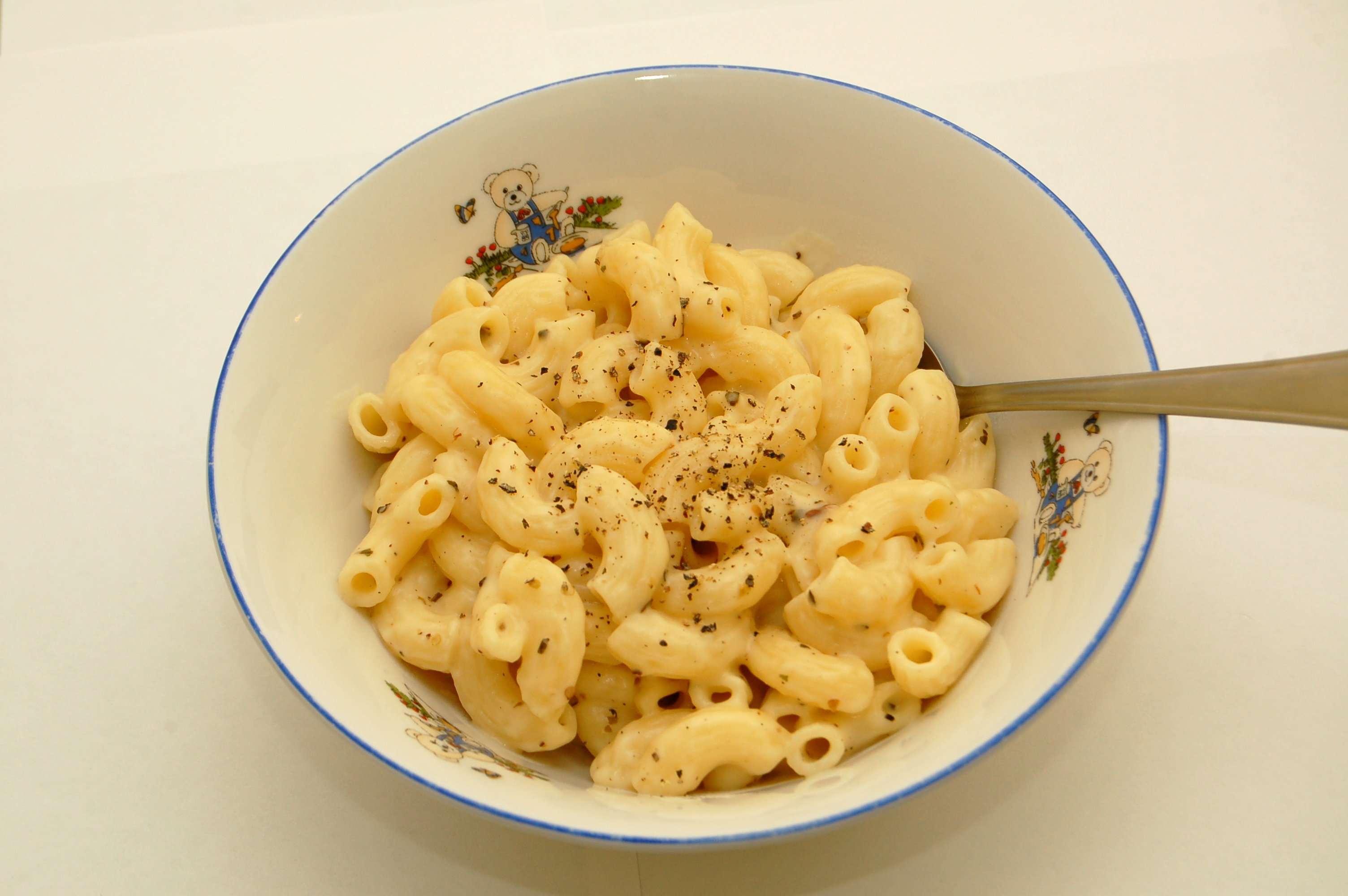
Mac and Cheese hausgemacht

Macaroni and Cheese (oft auch in der Kurzform Mac and Cheese) ist ein vor allem in Nordamerika und Großbritannien verbreitetes Nudelgericht. Dafür werden Makkaroni mit einer Käsesoße vermischt und meist mit geriebenem Käse im Ofen überbacken. Zur genauen Zusammensetzung des Gerichts, der Soße und der zu verwendenden Käsesorten existieren viele Rezepte und Varianten.

## Entstehungsgeschichte
Aufläufe mit Käse und Nudeln wurden im 14. Jahrhundert in dem italienischen Kochbuch Liber de Coquina erwähnt, das ein Gericht mit Parmesankäse und Nudeln enthielt. Im mittelalterlichen englischen Kochbuch Forme of Cury aus dem 14. Jahrhundert wird ein Käse-Nudel-Auflauf namens Makerouns beschrieben, der mit frischen, handgeschnittenen Nudeln zubereitet wird, die zwischen eine Mischung aus geschmolzener Butter und Käse gelegt werden.
Das erste moderne Rezept für Mac and Cheese wurde 1769 in Elizabeth Raffalds Buch The Experienced English Housekeeper veröffentlicht. Raffalds Rezept besteht aus einer Béchamelsauce mit Cheddar-Käse – in der französischen Küche eine Sauce Mornay –, die mit Makkaroni vermischt, mit Parmesan bestreut und gebacken wird, bis das Gericht Blasen wirft und goldbraun ist.
James Hemings, ein in der klassischen französischen Küche ausgebildeter Koch, der von US-Präsident Thomas Jefferson versklavt wurde, trug maßgeblich dazu bei, das Rezept in die Vereinigten Staaten zu bringen, nachdem Jefferson es 1790 in Paris kennengelernt hatte. Jefferson zeichnete eine Skizze der Pasta und schrieb detaillierte Notizen über das Extrusionsverfahren.
1793 beauftragte er den US-Botschafter in Frankreich, William Short, mit dem Kauf einer Maschine zur Herstellung der Pasta. Offensichtlich war die Maschine nicht geeignet, denn Jefferson importierte später sowohl Makkaroni als auch Parmesankäse für seinen Gebrauch in Monticello. 1802 servierte Jefferson bei einem Staatsdinner „eine Pastete namens Makkaroni“. Das Menü des Abendessens wurde von Reverend Manasseh Cutler zusammengestellt, der den käsigen Makkaroni-Auflauf offenbar nicht mochte. Ein Makkaroni-Rezept aus Jeffersons Feder hat sich in seinem Nachlass erhalten; es sieht jedoch keinen Käse vor. Dennoch sind gebackene Makkaroni mit Käse seit dieser Zeit in den Vereinigten Staaten beliebt geblieben.
Ein Rezept mit der Bezeichnung Mac and Cheese erschien 1824 in dem Kochbuch The Virginia House-Wife von Mary Randolph. Randolphs Rezept bestand aus drei Zutaten: Makkaroni, Käse und Butter, die zusammen geschichtet und in einem heißen Ofen gebacken wurden. Das Kochbuch war laut der Küchenhistorikerin Karen Hess das einflussreichste Kochbuch des 19. Jahrhunderts. Ähnliche Rezepte für Mac and Cheese finden sich im Handbook of Useful Arts von 1852 und im Godey's Lady's Book von 1861. Bis Mitte der 1880er Jahre enthielten Kochbücher bis nach Kansas und Missouri Rezepte für Mac and Cheese. Die fabrikmäßige Herstellung der Hauptzutaten machte das Gericht erschwinglich, und die Rezepte machten es zwar zugänglich, aber nicht besonders beliebt. Als es für breitere Bevölkerungsschichten zugänglich wurde, verloren Mac and Cheese ihren Reiz für die Oberschicht.

## Verbreitung
Das Gericht ist ein fester Bestandteil der amerikanischen Alltagsküche und gehört in vielen Diners zum Standardangebot, auch als Beilage zum Barbecue. Als Fertiggericht wurde es 1937 von der Firma Kraft Foods unter dem Namen Kraft Dinner (heute in den USA unter dem Namen Kraft Macaroni & Cheese) auf den Markt gebracht.
Makkaroni und Käse wurden von britischen Einwanderern aus anderen Teilen des britischen Empire nach Kanada gebracht. Rezepte für Mac and Cheese sind in Kanada mindestens seit Modern Practical Cookery aus dem Jahr 1845 überliefert. Darin werden ein Belag aus Blätterteig (der auf eine gehobene Küche schließen lässt), eine Soße aus Sahne, Eigelb, Muskatblüte und Senf sowie geriebener Parmesan oder Chester-Käse als Garnierung vorgeschlagen. Kanadischer Cheddar-Käse wurde zu dieser Zeit ebenfalls populär und wurde wahrscheinlich auch in dieser Zeit verwendet.
Kraft Dinner ist die beliebteste Marke für verpacktes Mac and Cheese in Kanada. Sasha Chapman bezeichnete es in The Walrus als Kanadas Nationalgericht, noch vor Poutine. Die Kanadier kaufen fast 25 % der sieben Millionen Schachteln Kraft Dinner, die jede Woche weltweit vertrieben werden.
In der Schweiz existiert ein ähnliches traditionelles Gericht aus dem 19. Jahrhundert, die Älplermagronen, die es auch in der Dose gibt. In Schottland sind Mac and Cheese oft in Pasteten, den so genannten Macaroni Pies, zu finden.